# جبهة الدفاع عن المؤسسات الدستورية
جبهة الدفاع عن المؤسسات الدستورية (FDIC) هو حزب سياسي مغربي قديم أسسه أحمد رضا اجديرة بتاريخ 20 مارس 1963، صديق ومستشار الملك الحسن الثاني.

## تاريخ
خلال حكومة بلافريج، تم تعيين أحمد رضا اجديرة وزيرا للإعلام. كصديق لولي العهد مولاي الحسن، لعب دورا كبير في تأسيس جبهة الدفاع عن المؤسسات الدستورية الذي اشتهر باسم «الفيديك» FDIC، والذي أسسه في 20 مارس 1963 أثناء سفر الحسن الثاني للولايات المتحدة الأمريكية، حيث عقد أحمد رضا كديرة، المدير العام للديوان الملكي، ندوة صحفية موضحا فيها أن الغاية من تأسيس هذه الجبهة هي تجنيد جميع قوى البلاد وراء الملك وصيانة الدستور وإحداث ديمقراطية حقيقة وحماية القيم والمثل العليا التي أقرها الشعب من خلال الدستور. الأمر الذي سمح لأحزاب الحركة الشعبية وحزب الشورى، ليجعل منها مكونات سياسية في صف القصر، تقف ضد الاشتراكيين. وكان الفيديك يجسد نخبة تكنوقراطية تمثل المشروع الاستعماري الموؤود، التي وصفها المفكر محمد عابد الجابري ب «القوة الثالثة».

## الأهداف من وراء تأسيس الحزب
كان هدف السلطة من إنشاء «جبهة الدفاع عن المؤسسات الدستورية» منذ بداية الستينيات، أي منذ التجربة البرلمانية الأولى هو:
- إنشاء كتلة سياسية يمينية تمثل «جهازا إيديولوجيا للدولة» قصد مواجهة أحزاب المعارضة/الحركة الوطنية وخلق توازن سياسي لمصالح السلطة.
- دعم الواجهة الديمقراطية وخلط الأوراق في ظل دستور ينص على تعدد الأحزاب السياسية.
- ربح الوقت حتى تتمكن السلطة من دعم قوتها وبسط نفوذها على كل المجالات السياسية والاقتصادية والأمنية وبناء الدولة العصرية بغض النظر عن مآل الديمقراطية وإمكانية إدماج المعارضة في المستقبل بعد «ترويضها».

ومن أجل تحقيق هذه الأهداف، وضعت رهن إشارة الجبهة وسائل مادية وبشرية هائلة (جزء كبير منها محسوب على الدولة) والدعاية المغرضة المستعملة (حزب الملك). إلا أن نتائج الانتخابات التشريعية ليوم 17 مايو 1963 - التي دخلتها الجبهة تحت شعار «الاستقلال الوطني والمساندة للملك والدفاع عن المؤسسات الدستورية» جاءت دون التوقعات بكثير: فلم تفز «الجبهة» إلا ب 69 مقعدا من أصل 244، و24% من الأصوات المعبر عنها مقابل 41 مقعدا لحزب الاستقلال و28 مقعدا للاتحاد الوطني للقوات الشعبية.
وبناء على هذه النتائج، سرعان ما سيتم إعفاء أحمد رضا اجديرة من مهامه كوزير للداخلية في يونيو 1963 ليتم - فيما بعد - تهميشه بالكامل ويدخل المغرب تجربة «الحديد والنار» وتبرز على الساحة شخصية الكولونيل الدموي: محمد أوفقير.